# Teoria della crescita endogena
In economia, la teoria della crescita endogena è un assunto secondo il quale la crescita si basa sulla dinamica del progresso tecnologico, inteso come processo endogeno che porta nel tempo allo sviluppo della produttività, e quindi all'aumento della ricchezza all’interno di un Paese. In ciò essa si differenzia dalla teoria della crescita esogena, che invece considera l’evoluzione della tecnologia come una variabile esogena, quindi esterna, senza spiegare l'influenza che essa ha sulla crescita.

## Storia e caratteristiche
Il primo teorico di questo modello è Robert Solow, che proprio grazie alle importanti scoperte in questo campo fu insignito del Premio Nobel nel 1987.
Il modello di Solow del 1956 spiega che soltanto il progresso tecnico è in grado di spiegare una continua crescita degli standard di vita e della produttività.
Prevede cioè che le diverse economie convergano verso situazioni di steady state o stato uniforme, nel quale esse crescono con tassi uniformi pari al tasso di crescita del progresso tecnico (pari a g).
Nelle fasi di avvicinamento allo steady state le diverse economie crescono a tassi differenti, in quanto diversi sono le differenze dello stato iniziale rispetto a quello di crescita uniforme.
Lo steady state è raggiunto a livello di reddito pro capite differenti, diversi a seconda:
- dei tassi di risparmio,
- dei tassi di crescita della popolazione;

in quanto si può assumere che il tasso di ammortamento e il tasso di crescita del progresso tecnico siano uniformi tra i diversi paesi.
Il modello si scontra con evidenza empirica:
- nella realtà le differenze tra i prodotti pro-capite dei paesi ricchi paesi e dei paesi poveri sono molto maggiori di quelle previste dal modello di Solow,
- la realtà mostra che non c'è uniformità nei tassi di crescita tra paesi (specie tra paesi sviluppati e sottosviluppati), né convergenza verso lo stesso tasso di crescita uniforme pro-capite (supposta dal modello pari a g)

Contrariamente all'ipotesi di facile trasferibilità del progresso tecnico tra paesi, le differenze tra paesi sviluppati e sottosviluppati non sta solo nei differenti tassi di risparmio e di crescita della popolazione, bensì nella tecnologia (assai inferiore nei paesi sottosviluppati); inoltre, secondo il modello di Solow. Il capitale dovrebbe andare verso i paesi poveri dove in linea di principio c'è una più alta produttività marginale del capitale (PMK), mentre in realtà si osserva che il capitale va sia dai paesi emergenti verso i paesi ricchi che viceversa.
Il modello di Solow semplifica la realtà sotto molti aspetti e ne ignora altri, in particolare:
- ipotizza che la conoscenza sia come un bene disponibile per tutti senza costo come manna che cade dal cielo,
- assume rendimenti decrescenti del capitale.

Questi limiti hanno stimolato la costruzione di modelli più avanzati (modelli di crescita endogena) che hanno l'obiettivo ultimo di spiegare la non convergenza (che è elemento di instabilità). In particolare, queste anomalie possono essere spiegate adottando una più ampia concezione del capitale, secondo cui, ad esempio, ciò che conta nella NE non è soltanto il capitale fisico ma anche il capitale umano, la spesa pubblica e la conoscenza.
La scienza applicata e i cambiamenti organizzativi che hanno enormemente moltiplicato la produttività non sono esogeni, ma sono in realtà strettamente connessi con la vita economica; l'avanzamento della conoscenza utile all'economia è il principale motore di crescita.
Modelli più avanzati sono costruiti rendendo endogene una o più variabili che nel modello di Solow appaiono come esogene.
Possono essere resi endogeni: il saggio di risparmio, la crescita della popolazione, il livello e la crescita dell'efficienza del lavoro o progresso tecnico.
In particolare, vari modi di guardare al progresso tecnico:
- come frutto dell'accumulazione del capitale umano (acquisizione di abilità e conoscenze attraverso l'istruzione),
- come benefico effetto collaterale di alcune attività economiche, che ha le caratteristiche dell'esternalità (ad esempio durante il processo di accumulazione del capitale possono essere ideati nuovi e più avanzati processi produttivi).

Il progresso tecnico come fenomeno cumulabile che può dar luogo a fenomeni di irreversibilità, traiettorie tecnologiche, scelta delle tecniche è path dependent, non rimodellable in ogni momento (ad es. se variano i salari non è detto che si scelgano tecniche più labour intensive).
Se l'accumulazione del capitale dà luogo ad esternalità positive, queste, insieme all'accumulazione del capitale umano,  possono portare ad una crescita dell'economia con produttività del capitale non decrescente e quindi con crescita destinata a perpetuarsi piuttosto che convergere verso lo stato uniforme.
Anche gli scambi internazionali e la pubblica amministrazione possono essere fonti di progresso tecnico:
- le importazioni sono i canali attraverso cui affluiscono beni incorporanti innovazioni tecnologiche,
- la competitività internazionale stimola progresso tecnico,
- la pubblica amministrazione che attraverso G e T interviene su: accumulazione di capitale umano e reale;
- La Ricerca e sviluppo, infatti la creazione di reti, incubatori di progresso tecnico, infrastrutture necessarie che per la loro natura di investimento con ritorno molto differito e con forti economie esterne, tali da avere forti connotati di bene pubblico, trovano difficoltà ad essere effettuati dai privati (il settore privato tende a sottoinvestire in R&D, perché le imprese che realizzano la ricerca non riescono ad appropriarsi della maggior parte dei benefici sociali).

Un'implicazione importante dei modelli di crescita endogena è quindi che il sistema di libero mercato non è detto che sia in grado di generare il ‘giusto’ ammontare di crescita economica. La mano invisibile del mercato compie un buon lavoro quando le risorse sono scarse, ma la conoscenza utile all'economia non è scarsa; la natura della conoscenza come merce fa sì che abbiamo a che fare con un'area dell'economia in cui il coinvolgimento del settore pubblico è necessario e l'affidarsi solo al mercato non produce buoni risultati.
Alcuni dei modelli di crescita endogena (che si differenziano per la fonte di crescita endogena) considerano:
- il progresso tecnico incorporato in nuovi beni capitali prodotti (Romer, Arrow, Kaldor), dove una buona parte dei miglioramenti tecnologici provengono dal ‘learning by doing’, dal tentare di utilizzare nuovi tipi e generazioni di beni capitale e riorganizzare la produzione al fine di massimizzare la produttività,
- i vantaggi tecnologici derivanti dalla specializzazione produttiva (Romer),
- la crescita avviene attraverso un numero crescente di varietà di beni di consumo (Grossman Helpmann),
- il progresso tecnico correlato con attività di R&D,
- il capitale umano quale motore di crescita e di sviluppo (Lucas), non solo istruzione formale ma anche on-the-job training, il miglior modo di diventare qualificati e capaci di maneggiare le nuove tecnologie è di lavorare ad applicarle,
- il ruolo chiave della spesa pubblica (Barro).

Rappresenta un tentativo di collegare la crescita alla politica economica strutturale, cioè quegli interventi che non hanno come scopo diretto ed immediato quello di influire sul grado di utilizzo della capacità produttiva o sui Pressi. Questi interventi di natura congiunturale, sono propri della politica monetaria e fiscale; la politica economica strutturale si pone altri obiettivi, molto più articolati che riguardano la produttività delle risorse più che il grado del loro impiego.
L'ipotesi chiave che permette di endogenizzare la crescita è quella dell'esistenza di beni pubblici, forniti dallo stato, ed utilizzati dagli agenti economici come input nella funzione di produzione, la FP viene modificata in modo da avere PM decrescenti rispetto a G e a K ma rendimenti costanti se entrambi i fattori produttivi vengono considerati congiuntamente.
L'azione del governo che ha in sé PM decrescente, sostiene la crescita bloccando gli effetti della PM decrescente del capitale privato, in modo da garantire la costanza della produttività del capitale ora concepito come capitale privato e spesa pubblica insieme.
Alla luce di queste estensioni si può comprendere meglio soluzione del paradosso della mancata convergenza: il capitale umano, la spesa pubblica e la conoscenza sono considerabili come un tipo di bene capitale che esibisce rendimenti crescenti a causa di un crescente tasso di innovazione scientifica e tecnologica,  quando tali estensioni vengono considerate MPK nei paesi poveri non risulta alta (per via ad es. della scarsità di forza lavoro qualificata e il governo inefficiente), mentre nei paesi ricchi non è bassa anche se il capitale è abbondante.

## Implicazioni di politica economica della teoria della crescita endogena
Queste implicazioni sono meno pessimiste di quelle desumibili dal modello di Solow in cui molti fattori sono esogeni e non modificabili dalla politica economica.
Occorre stimolare qualunque attività economica che porti a miglioramenti nell'applicazione della conoscenza, in particolare, secondo una visione ampia di questa teoria che mette l'accento sui benefici in termini di produttività ottenibili da ampie categorie di investimento, tutte le forme di investimento andrebbero incentivate; in alcune forme il tasso di miglioramento della conoscenza economicamente utile e quindi di crescita della produttività è particolarmente alto.
Partendo dall'ipotesi di piena occupazione nel lungo periodo (Keynes chioserebbe quando siamo tutti morti) tipica del modello neoclassico queste teorie sottolineano la necessità di creare risparmio privato e pubblico per finanziare gli investimenti; in particolare, occorre creare surplus di bilancio per creare spazio agli investimenti pubblici, ma anche creare incentivi fiscali per gli investimenti.
All'interno del modello neoclassico, la creazione di deficit spiazza l'investimento (effetto-spiazzamento che passa attraverso l'aumento dei tassi d'interesse), in particolare gli effetti sono ancor più negativi se ad essere spiazzati sono gli investimenti in R&D che hanno ricadute sulla produttività di tante imprese. Ovviamente queste limitazioni non si applicano all'interno del modello keynesiano.

## Limiti dei modelli di crescita endogena
Seguendo l'impostazione neoclassica, questi modelli si basano sull'ipotesi di piena occupazione della forza lavoro nel lungo periodo. In conseguenza di ciò, questi modelli hanno l'obiettivo ultimo di spiegare la NON convergenza dei tassi di crescita del prodotto pro-capite tra paesi.
Questa spiegazione deve basarsi sui differenziali di crescita della produttività perciò, una volta fatta l'ipotesi di piena occupazione (occupati L =forza lavoro FL disponibile), infatti
Y/POP  =  Y/L  * FL/POP
Il tasso di crescita del prodotto pro-capite è pari al prodotto tra il tasso di crescita della produttività per addetto (Y/L) e il tasso di crescita del tasso di attività (FL/POP) della popolazione (che è di entità modesta nel l.p. e viene trascurato).
Ciò chiarisce che i modelli di crescita endogena devono essere giudicati per la loro effettiva capacità di spiegare i differenziali di crescita della produttività e di conseguenza del reddito pro-capite.
Quando si riconosca che i paesi con alta disoccupazione sono molto numerosi, si può spiegare la non convergenza non solo con i differenziali di crescita di produttività ma anche con i differenziali di crescita del reddito. È sufficiente allora considerare le diversità internazionali nei tassi di risparmio e investimento; il ruolo di questi fattori è illustrato da modelli come quelli di Harrod e Domar, più in generale è spiegato dal modello Keynesiano che si pone il problema di determinare quali sono le condizioni di stabilità dell'economia di mercato che erano supposte come date dall'economia neoclassica.